# Opstand van Warschau (1944)
De Opstand van Warschau (Pools: powstanie warszawskie) was een gewapende opstand tijdens de Tweede Wereldoorlog uitgevoerd door het Poolse verzetsleger Armia Krajowa met het doel om Warschau te bevrijden van de Duitsers. De opstand begon op Uur 'W' op 1 augustus 1944, als onderdeel van een landelijke opstand (Operatie Storm). Gedurende 63 dagen, tot 2 oktober, verzetten de opstandelingen zich tegen Duitse en Duitsgeleide troepen. Aan Poolse kant sneuvelden 18.000 opstandelingen, waren er onder hen 25.000 gewonden en kwamen minimaal 150.000 burgers om, deels in massa-executies uitgevoerd door de nazi's. De Duitse verliezen bedroegen meer dan 17.000 gesneuvelden en 9000 gewonden. Tijdens en na de opstand werd naar schatting 85% van de stad verwoest.
De opstand begon op een cruciaal moment in de oorlog, toen het Sovjetleger Warschau naderde. Op 16 september bereikte het Rode Leger de oostoever van de Weichsel, maar ondernam geen verdere actie om de opstandelingen aan de andere kant van de rivier te helpen, waardoor de Duitsers uiteindelijk de opstand konden neerslaan.
Deze opstand wordt vaak verward met de Opstand in het getto van Warschau van 1943. Hoewel de vijand in beide gevallen dezelfde was, verschilden de opstanden in omvang, duur en doelstelling.

## Voorgeschiedenis
Als het niet voor Warschau was in het Generaal-Gouvernement, dan zouden we niet 4/5 van onze problemen hebben in dit gebied. Warschau is en zal het centrum zijn waaruit chaos en verzet zich zullen verspreiden over het land.
— Hans Frank op 14 december 1943

Het oorspronkelijke plan van de Armia Krajowa behelsde een landelijke opstand (Operatie Storm) die aansluiting zou vinden met de westelijke geallieerden. Toen het in 1943 duidelijk werd dat het Rode Leger Polen zou zuiveren van Duitsers, werd het plan gewijzigd. De ontdekking van massagraven bij Katyn betekende in april 1943 een breuk in de Pools-Sovjetse relaties, die nooit helemaal de oude zouden worden. Ondanks twijfels over de militaire kansen van een grote opstand, ging de planning gewoon door.

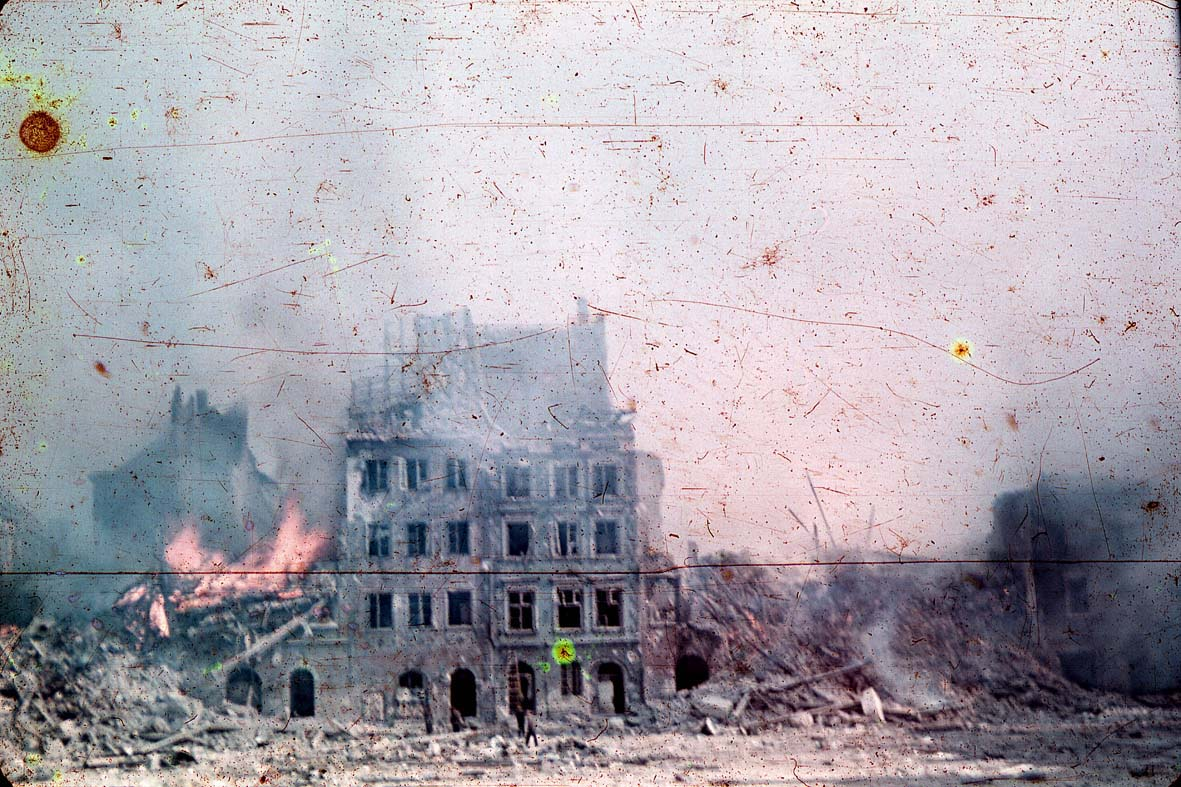
Opstand van Warschau

Op 13 juli 1944 kwam de planning in een stroomversnelling, toen de Sovjets de vooroorlogse Poolse grens overschreden. Op dat moment moesten de Polen een beslissing nemen: hetzij een opstand beginnen in deze moeilijke politieke situatie met het risico geen steun te ontvangen van de Sovjets, hetzij géén opstand en de kans lopen om als collaborateurs en lafaards in Sovjetpropaganda te worden afgeschilderd. De urgentie van deze beslissing werd groter toen duidelijk werd dat na succesvolle Pools-Russische samenwerking bij de bevrijding van verschillende steden (zoals tijdens de eerdere Opstand van Vilnius), de NKVD Poolse Armia Krajowaleden oppakte en ze naar de goelags stuurde als ze zich niet bij het Rode Leger wilden of konden aansluiten. Veel officieren werden ook direct door de NKVD geëxecuteerd. Langzamerhand werd een van de doelstellingen van de opstand aldus het zelf bevrijden van Warschau vóór de komst van het Rode Leger.

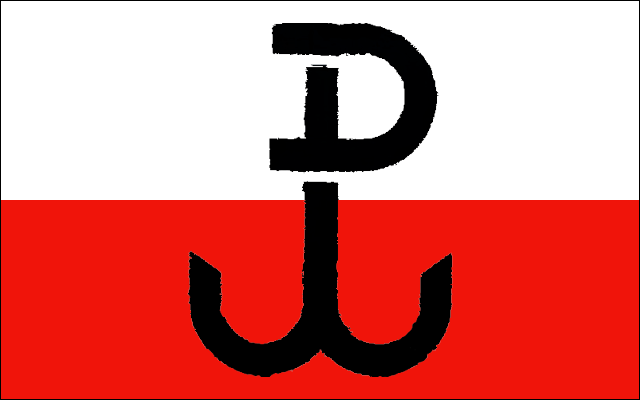
Kotwica, het symbool van het Poolse verzet

In de vroege zomer van 1944 wezen de Duitsers Warschau aan als defensief bolwerk, dat ten koste van alles verdedigd diende te worden. Fortificaties werden gebouwd, versterkingen werden aangevoerd. Op 27 juli riep Hans Frank 100.000 Poolse mannen op zich te melden bij verzamelpunten in Warschau. Zij zouden worden ingezet bij de bouw van fortificaties in en om de stad. De Armia Krajowa zag dit als een poging het verzet te neutraliseren en riep de bewoners van Warschau op deze oproep te negeren.
De officiële Sovjetpropaganda beschuldigde het Poolse verzet ervan niet te vechten tegen de gezamenlijke vijand. Toen in juni en juli 1944 het Rode Leger Warschau naderde, riepen Sovjetradiozenders op tot een algehele opstand in Warschau om de verbindingslijnen af te snijden van Duitsers die zich nog aan de rechteroever van de Weichsel bevonden. Op 29 juli 1944 bereiken de eerste Russische verkenningseenheden de buitenwijken van Warschau.
Op 25 juli keurde de Poolse regering in ballingschap de plannen voor de opstand goed. Uit angst voor Duitse represailles voor de geweigerde opkomst van de 100.000 Poolse mannen en de (foutieve) veronderstelling dat het Rode Leger op het punt stond Warschau te betreden, gaf generaal Tadeusz Komorowski opdracht tot volledige mobilisatie van alle Armia Krajowastrijdkrachten in de regio Warschau voor 1 augustus 1944.
Het besluit tot het begin van de opstand had consequenties voor de Poolse relatie met de Sovjet-Unie. Stalin was woest over het feit dat hij niet geconsulteerd was in de besluitvorming en vermoedde dat Polen onder één hoedje speelde met de westelijke geallieerden. Achteraf gezien waren zowel de westerse wereld als de Sovjets aan het touwtrekken om de politieke kleur van de regio, waarbij de Armia Krajowa een duidelijke voorkeur had voor een prowesterse Poolse regering en de Sovjets een aan hen loyale communistische regering wilden installeren.

## Strijdende partijen
De Armia Krajowa telde in het district Warschau ongeveer 50.000 leden, waarvan 23.000 bewapend en gevechtsklaar. Velen van hen waren voormalige militairen van het Poolse leger en hadden in de afgelopen jaren in het geheim geoefend voor de opstand. Het grootste probleem was het gebrek aan wapens en materieel; veel wapens waren voor de beslissing tot de opstand de stad uitgesmokkeld voor acties elders in het land. Naast de Armia Krajowa deden er nog een aantal andere verzetsorganisaties mee aan de opstand, allen onder het operationele bevel van de AK. Ten slotte waren er vele vrijwilligers die tijdens de opstand spontaan meededen aan de gevechten, waaronder een groep joden die door de AK gered waren uit het Gesia-concentratiekamp in de ruïnes van het Getto van Warschau.
Generaal Antoni Chruściel, pseudoniem Monter, was de operationele commandant van de Poolse strijdkrachten in Warschau. Aanvankelijk deelde hij zijn troepen in in 8 districten, die overeenkwamen met de grote wijken van Warschau, plus een speciale eenheid die direct onder zijn bevel stond. Op 20 september voerde hij een reorganisatie in om de structuren meer op die van de westelijke geallieerden te doen lijken. De totale strijdkrachten in Warschau werden opgedeeld in 3 infanteriedivisies, samen een korps vormend dat onder bevel stond van generaal Chruściel.
Op 1 augustus bestond het materieel uit:
- 1000 geweren
- 1700 pistolen
- 300 machinepistolen
- 60 lichte mitrailleurs
- 7 zware mitrailleurs
- 35 antitankkanonnen en granaatwerpers (waaronder enkele PIAT-granaatwerpers)
- 25.000 handgranaten

Gedurende de opstand verkregen de Polen verder materieel wat uit de lucht afgeworpen was, en door het buitmaken van vijandelijk materieel, waaronder enkele pantservoertuigen en tanks. Zelf produceerden de Polen tijdens de opstand nog 300 machinepistolen, 150 vlammenwerpers, 40.000 granaten, enkele mortieren en zelfs een pantserwagen.

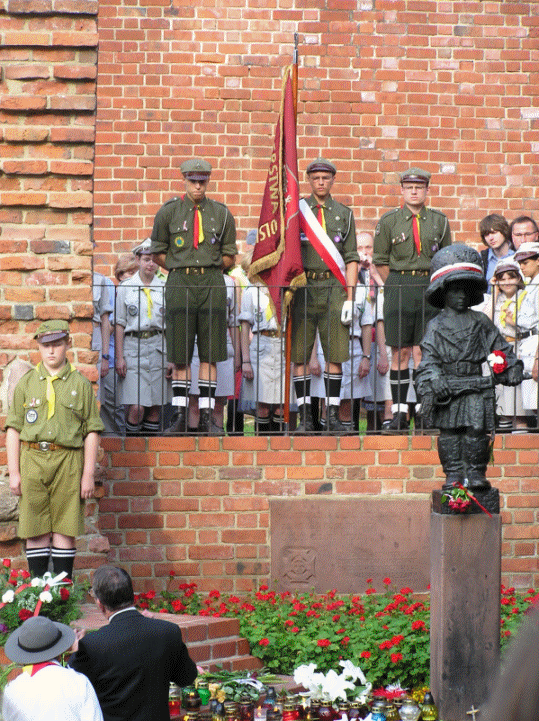
De Kleine Opstandeling, het monument voor alle kind-soldaten die vielen tijdens de opstand

Het Duitse garnizoen van Warschau telde op 1 augustus 1944 ongeveer 10.000 troepen onder bevel van generaal Rainer Stahel. Samen met nabij gelegerde troepen telde de Duitse troepenmacht ongeveer 16.000 goed bewapende Wehrmacht-, SS- en politietroepen. De Duitsers waren al maanden bezig met voorbereiden op een beleg van Warschau en hadden de sleutelposities in de stad gefortificeerd met betonnen bunkers en prikkeldraad. In de omtrek van Warschau bevonden zich ook nog 90.000 andere Duitse troepen. Op 23 augustus 1944 namen de volgende Duitse eenheden deel aan de gevechten in Warschau:
- Gevechtsgroep onder leiding van Generalmajor Rohr
- Gevechtsgroep o.l.v. SS-Gruppenfuhrer Reinefarth
  - SS-Sturmbrigade Dirlewanger (verantwoordelijk voor massa-executies op burgers tijdens de opstand)
  - Aanvalsgroep o.l.v. Major Reck
  - Aanvalsgroep o.l.v. Oberst Schmidt
  - verscheidende ondersteuningseenheden
- SS Sturmbrigade RONA onder leiding van generaal Bronislav Kaminski (verantwoordelijk voor massale plunderingen, verkrachtingen en executies, Kaminski wordt even later zelf geëxecuteerd door de Duitsers wegens insubordinatie)
- Garnizoen van Warschau (Generalleutnant Rainer Stahel)

Een deel van deze 'Duitse' troepen waren collaborerende Russische, Centraal-Aziatische en Oekraïense troepen (RONA-brigade, niet te verwarren met het ROA), die onder bevel stonden van de Duitsers.

## De opstand
De opstand begon officieel om 17:00 uur plaatselijke tijd op 1 augustus, een besluit dat nu als kostbare fout gezien wordt. Ondanks verhoogde activiteit en vroege gevechten met opstandelingen hadden de Duitsers niet door dat er een opstand op uitbreken stond. De Duitsers hadden geen draaiboek klaarliggen voor een opstand, maar ze kregen wel een uur voor uitbreken inlichtingen dat er een opstand zou losbarsten (waarschijnlijk via een Poolse vrouw). Door het ontbreken van het verrassingseffect, het feit dat het nog daglicht was en de verre van volledige mobilisatie betekende dat veel van de aanvankelijke doelstellingen van de opstand niet gehaald werden.
De eerste twee dagen bepaalden het slagveld voor de rest van de opstand. De grootste Poolse successen werden behaald in het nieuwe centrum (Śródmieście), de oude stad (Stare Miasto) en de ten westen gelegen wijk Wola. In andere wijken, zoals het zuidelijke Mokotów waren de vorderingen zeer moeizaam en hadden de Duitsers de meeste sleutelposities nog in handen. Aan de oostoever van de rivier de Weichsel, waar de wijk Praga ligt, konden de opstandelingen helemaal niets uithalen door sterke concentraties Duitse troepen. In de noordelijke wijk Zoliborz waren de resultaten gemengd, de oude Russische citadel daar werd echter niet veroverd door de opstandelingen. Alle eenheden in de stad leden zware verliezen, ongeacht de mate van succes. Ernstiger was dat de meeste eenheden geen aansluiting konden krijgen met elkaar of met buiten de stad, waardoor de wijken grotendeels geïsoleerd bleven.
Na de eerste gevechten gingen de meeste eenheden over op een defensieve strategie, terwijl de burgerbevolking in de hele stad barricades oprichtte. Op 4 augustus, toen de Armia Krajowa haar grootste successen behaalde, begonnen de Duitsers versterkingen te ontvangen. SS-generaal Erich von dem Bach-Zelewski werd tot opperbevelhebber benoemd en zette onmiddellijk de tegenaanval in. Zijn belangrijkste begindoelstelling was de omsingelde Duitse bolwerken te ontzetten en de Armia Krajowa de toegang tot de Weichsel te beletten.
Op 5 augustus bevrijdden de Polen de ruïnes van het Getto van Warschau, waaronder de Gesia en Pawiakconcentratiekampen die zich daar nog bevonden. Vele honderden gevangenen werden bevrijd. Dezelfde dag begonnen de Duitsers ook met massa-executies in de wijk Wola (die gedeeltelijk was heroverd), waarbij uiteindelijk tussen de 40.000 en 60.000 burgers werden afgeslacht. Het doel van deze massamoorden was de wil van de opstandelingen te breken en de opstand snel te beëindigen zonder kostbare straatgevechten; tot eind september werden om dezelfde reden gevangengenomen opstandelingen ter plekke geëxecuteerd. In andere wijken leek de doelstelling vooral plunderen en verkrachten, met name door de eenheden van Dirlewanger en Kaminski. Deze methodes draaiden de Duitsers later terug, toen bleek dat ze het verzet van de Polen alleen maar deden toenemen. Vanaf eind september tot de capitulatie op 2 oktober werd een deel van de Poolse opstandelingen als krijgsgevangene behandeld.
Op 7 augustus zetten de Duitsers tanks in, waarbij burgers als menselijk schild werden gebruikt. Na twee dagen van zware gevechten lukte het de Duitsers een wig te drijven in de wijk Wola en het centrale Bankowyplein (op de grens met de oude stad) te bereiken.
Doel was een belangrijke overwinning te behalen en de Armia Krajowa de nutteloosheid te laten inzien van doorvechten en haar tot overgave te dwingen. De Polen gaven echter geen krimp. Tussen 9 en 18 augustus vonden zeer hevige gevechten plaats rond de oude stad en het Bankowyplein, met succesvolle Duitse aanvallen en Poolse tegenaanvallen. Wederom begingen de nazi's zware oorlogsmisdaden door het opzettelijk aanvallen en platbranden van (duidelijk gemarkeerde) ziekenhuizen: honderden aan het bed gekluisterde patiënten verbrandden levend. De oude stad hield stand tot eind augustus, maar een gebrek aan munitie en andere voorraden maakten verdere verdediging onmogelijk. Op 2 september evacueerden ongeveer 5300 opstandelingen en burgers via het rioleringsstelsel (dat dan al het belangrijkste verbindingsnet vormt tussen de wijken) naar het nieuwe centrum en de noordelijke wijk Zoliborz die nog in handen waren van de Armia Krajowa.
Duitse militaire tactieken steunden veel op zwaar artillerievuur en luchtbombardementen voorafgaand op de grondaanval, iets waar de opstandelingen weinig tegen in konden brengen. Ook zetten de Duitsers met succes speciale wapens in zoals de Goliath, een klein lichtgepantserd rupsvoertuig gevuld met explosieven die op afstand bestuurd werd.

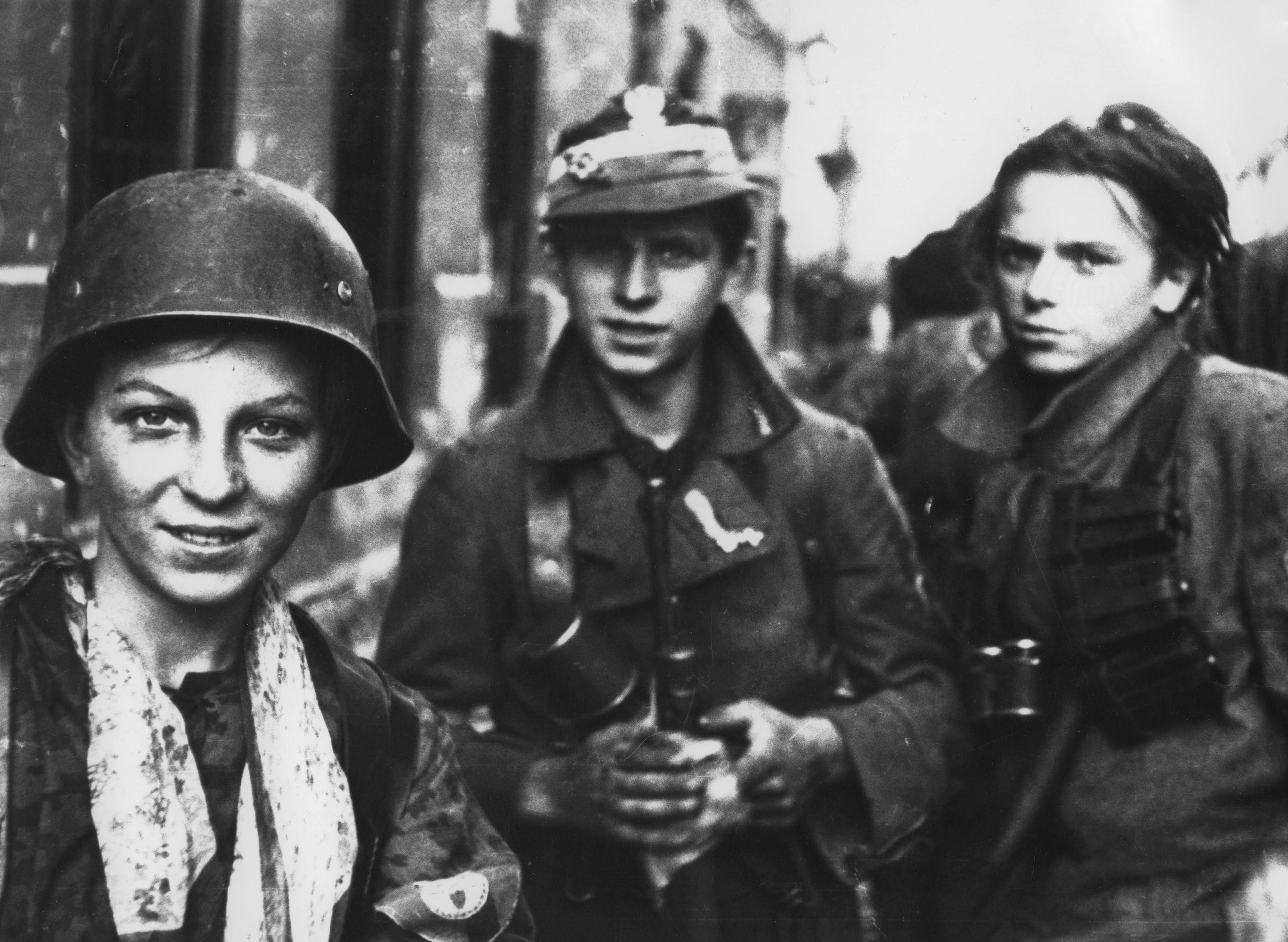
Padvinders vochten ook mee in de opstand

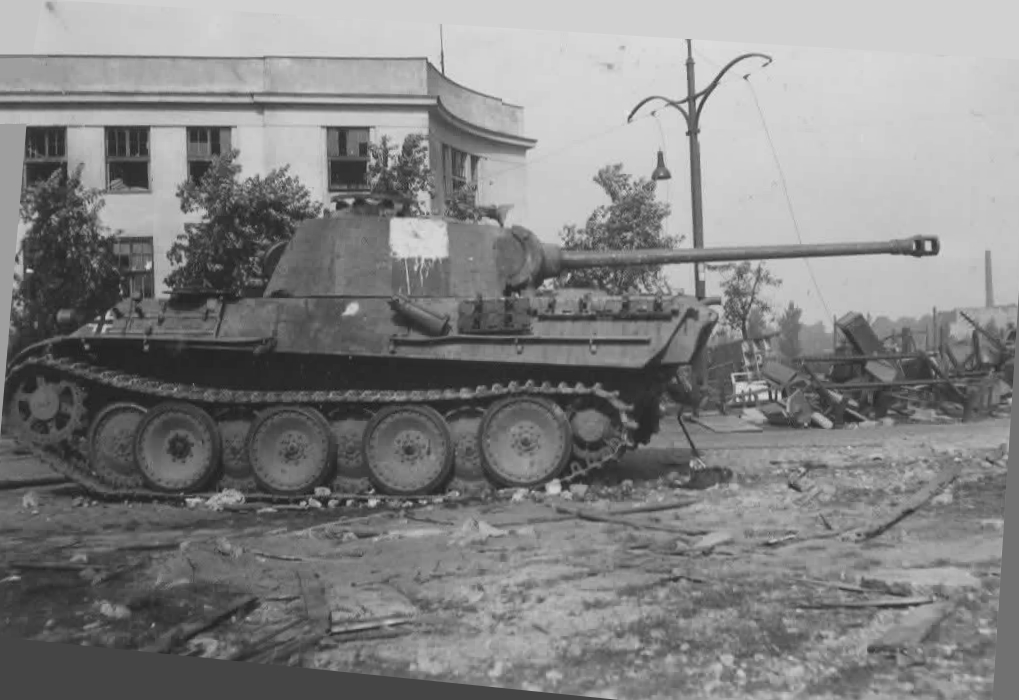
De Panther-tank gebruikt door Poolse soldaten.

Het Rode Leger bereikte op 10 september de oostoever van de Weichsel, waarbij het werd verwelkomd door de daar gestationeerde Armia Krajowasoldaten. De NKVD arresteerde echter iedereen en deporteerde de meesten naar Siberië.
In tegenstelling tot onze verwachtingen heeft de vijand alle offensieve acties gestaakt langs het hele front van het 9de Leger; citaat uit een rapport van het Duitse 9de Leger op 16 augustus 1944, waaruit de verbazing blijkt over de Sovjetrespons op de opstand.
Het enige onderdeel van het Rode Leger dat daadwerkelijk hielp was het Eerste Poolse Leger onder bevel van generaal Zygmunt Berling. Een deel van hen stak de rivier over en maakte contact met de Armia Krajowa. Zonder voldoende artillerie- en luchtsteun konden ze echter weinig uitrichten en moesten ze zich met zware verliezen terugtrekken. Verschillende pogingen strandden zonder uitzondering, voornamelijk door het gebrek aan artillerie- en luchtsteun van het Rode Leger. Plannen voor een rivieroversteek werden voor minimaal 4 maanden uitgesteld en de Poolse generaal Zygmunt Berling, die het bevel gaf voor de oversteek van zijn eenheden, werd door de Sovjets ontheven van zijn functie. Vanaf dit moment kan de opstand gezien worden als een eenzijdig gevecht van de langste adem, of als een gevecht om acceptabele voorwaarden tot capitulatie. De opstand eindigde op 2 oktober met de capitulatie van de Poolse strijdkrachten.

## Dagelijkse leven tijdens de opstand
Gedurende de eerste weken van de opstand, probeerde de burgerbevolking zo normaal mogelijk te leven in het bevrijde deel van de stad. Het hele culturele en maatschappelijke leven - dat daarvoor ondergronds plaatsvond - bloeide nu bovengronds enorm op. De illegale pers werd legaal, de constante angst voor Duitse terreur was ineens verdwenen. Poolse padvinders organiseerden een postdienst, waarmee ze door de frontlinies informatie vervoerden, met groot gevaar voor eigen leven. Tegen het eind van de opstand maakten overbevolking, het gebrek aan voedsel en medicijnen, en de onophoudelijke Duitse luchtbombardementen en artilleriebeschietingen, de situatie van de burgerbevolking echter steeds dramatischer.

## Steun van buitenaf
De beperkte landingen van de grondtroepen van het Eerste Poolse Leger, zoals hiervoor beschreven, bleek de enige hulp van buitenaf. De Poolse 1e Onafhankelijke Parachutistenbrigade, die speciaal was opgericht om een opstand te ondersteunen, werd in plaats daarvan ingezet bij de Operatie Market Garden in Nederland. De RAF en Poolse luchtmacht maakten 223 bevoorradingsvluchten, waarbij 34 vliegtuigen verloren gingen. Deze vluchten waren voornamelijk symbolisch van aard, omdat de vliegtuigen vanuit het verre Italië moesten vertrekken en daardoor weinig lading konden vervoeren. De Sovjets wierpen op 13 september eenmalig voorraden af (zonder parachutes waardoor het levensgevaarlijke projectielen werden), maar verder hielden zij zich vooral bezig met het ontzeggen van landingsrechten aan de geallieerde bevoorradingsvluchten en haalden zelfs enkele van die vliegtuigen neer.

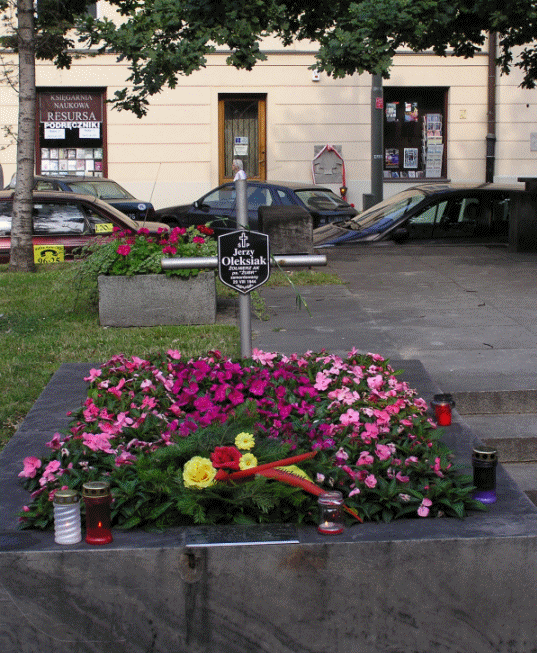
Een veldgraf is als aandenken blijven bestaan in het heropgebouwde Warschau

## Capitulatie
Op 2 oktober tekende generaal Tadeusz Komorowski de capitulatie van de overgebleven Armia Krajowastrijdkrachten op het Duitse hoofdkwartier in het bijzijn van generaal Erich von dem Bach-Zelewski. Volgens de capitulatieovereenkomst beloofde de Wehrmacht de opstandelingen als gewone soldaten volgens de Geneefse conventie te behandelen evenals de burgerbevolking. De volgende dag begonnen de Duitsers met het ontwapenen van de Armia Krajowasoldaten. Ze stuurden 15.000 van hen naar krijgsgevangenkampen in Duitsland. Zo'n 5 à 6000 opstandelingen ontsnapten verborgen tussen de burgerbevolking. Van de ongeveer half miljoen burgers werden 90.000 naar werkkampen gestuurd en 60.000 naar de concentratiekampen, de rest werd de stad uitgedreven en vrijgelaten.
Een van de redenen waarom de Opstand van Warschau mislukte was de onwil van het Rode Leger de opstandelingen echt te hulp te schieten. Het Rode Leger kreeg van hogerhand het bevel halt te houden aan de oostoever van de Weichsel, en geen aansluiting te zoeken met, of hulp te bieden aan, de opstandelingen. Dit bevel van hogerhand kwam van Stalin die om politieke redenen (Polen moest een aan Moskou onderworpen satellietstaat worden) belang had bij het mislukken van de opstand. Hierbij kan meegespeeld hebben dat de opstandelingen vooraf geen contact hadden gezocht met het naderende Rode Leger om een en ander te coördineren.

### Verwoesting en 'bevrijding' van de stad
Nadat de stad was ontvolkt, begonnen de Duitsers met de systematische verwoesting van de resterende bebouwing. Ploegen van genietroepen werden met explosieven en vlammenwerpers de stad ingestuurd waarbij ze huis na huis platbrandden. Speciale aandacht besteedden ze aan historische gebouwen en monumenten, niets van enige culturele waarde mocht blijven staan. Duitse plannen behelsden dat na de oorlog een groot meer zou komen op de plek waar Warschau had gestaan.
Het Rode Leger stak uiteindelijk de rivier over op 17 januari, 1945. Ze veroverde de ruïnes van Warschau binnen enkele uren met nauwelijks enig verzet van de Duitsers.

## Na de opstand
De Opstand van Warschau en de landelijke Operatie Storm hadden de belangrijkste doelstelling niet gehaald: een deel van Polen bevrijden en de installatie van een westers georiënteerde regering in plaats van een marionettenregering onderworpen aan Moskou. Er bestaat onder historici geen consensus over de vraag of het überhaupt mogelijk was deze doelstelling te halen. Sommige historici opperen dat zonder de opstand Polen wellicht een Sovjet-Republiek was geworden, iets wat vele malen slechter zou zijn geweest dan het communistische Polen en dat de opstand dus in ieder geval een succesvolle politieke demonstratie aan de Sovjet-Unie en de westelijke geallieerden was. Sommige historici speculeren dat door de Opstand van Warschau, waarbij het Rode Leger opzettelijk halt hield, slechts het oostelijke deel van Duitsland uiteindelijk door de Sovjet-Unie werd bezet in plaats van heel Duitsland.
De totale verliezen aan Poolse kant bedroegen tussen de 150.000 en 200.000 mensen. Belangrijker nog was dat een relatief groot deel daarvan jonge mensen waren, die juist hard nodig waren in de naoorlogse opbouw. De stad werd nauwkeurig weer opgebouwd, hoewel het oude vooroorlogse karakter pas begin jaren negentig, na de val van het communisme, weer enigszins hersteld was.

### Na de oorlog

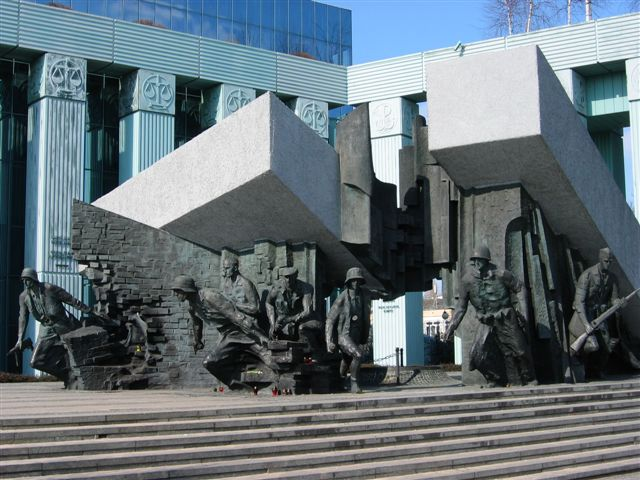
Monument voor de Opstand van Warschau

De meerderheid van de soldaten van de Armia Krajowa (inclusief diegenen die deelnamen aan de Opstand van Warschau) werden na de oorlog vervolgd: gearresteerd door de NKVD of de Poolse UB (communistische veiligheidsdienst), ondervraagd en veroordeeld op verschillende aanklachten. Velen daarvan werden verbannen naar de goelags in Siberië of geëxecuteerd. De opstandelingen die naar de krijgsgevangenkampen waren gestuurd en later door de westelijke geallieerden werden bevrijd, bleven meestal in het Westen, zoals de commandanten Tadeusz Komorowski en Antoni Chruściel.
Kennis over de Opstand van Warschau, ongelegen voor Stalin, werd door de propaganda van communistisch Polen verdraaid: de nadruk lag op het mislukken van de opstand en kritiek op het optreden van het Rode Leger was taboe. Tot eind jaren zestig was alleen al het woord Armia Krajowa gecensureerd. Films en boeken over de opstand werden zodanig gewijzigd (of gewoon helemaal verboden) zodat Armia Krajowa er niet in voorkwam. Zowel de Poolse als de Sovjetpropaganda suggereerden bovendien dat de Armia Krajowa een soort extreem rechtse groepering was die had geheuld met de nazi's.
Vanaf 1956 werd het beeld enigszins gewijzigd: de soldaten waren weliswaar dapper geweest, maar de officieren en commandanten waren reactionaire slechteriken die geen acht sloegen op verliezen onder de soldaten. De eerste serieuze en gesanctioneerde publicaties over de opstand kwamen pas eind jaren tachtig in Polen in het openbaar. Pas in 1989 mocht een monument voor de Armia Krajowa worden gebouwd in Warschau. Daarvoor was het altijd de communistische Gwardia Ludowa die alle aandacht kreeg en wier daden sterk overdreven werden.
In het Westen was het verhaal over het Poolse gevecht voor Warschau met weinig hulp van buiten op zijn zachtst gezegd een heet hangijzer, vooral nadat het Westen het door de Sovjet-Unie gecontroleerde communistische regime in Polen erkende. Als gevolg hiervan werd het verhaal over de opstand jarenlang in het Westen nauwelijks gepubliceerd.
De moed vertoond tijdens de Opstand van Warschau, en het verraad door de Sovjet-Unie, zorgden ervoor dat anti-Sovjet sentimenten in Polen gedurende de hele Koude Oorlog groot waren. De opstand was ook een inspiratiebron voor de Poolse vakbeweging Solidarność, die later op vreedzame wijze het communistische regime omverwerpt.
Na 1989 hield alle censuur over de opstand op en werd 1 augustus de officiële jaarlijkse herdenkingsdag. Op 1 augustus 1994 hield Polen een speciale herdenking van de 50e verjaardag. Duitsland en Rusland werden uitgenodigd, hoewel in kleine kring oppositie bestond tegen de Russische uitnodiging. Rond die tijd deed een grap de ronde die luidde dat het nuttig is Jeltsin een verrekijker te geven als hij de ceremonies vanaf de andere oever van de Weichsel bekijkt.
Op 31 juli 2004 werd het Museum van de Opstand van Warschau geopend in Warschau.

## Zie voorts
- Armia Krajowa
- Opstand in het getto van Warschau
- Polen tijdens de Tweede Wereldoorlog